# Немци у Србији
Немци у Србији су грађани Србије немачке етничке припадности. Према попису становништва из 2022. у Србији живи 2.573 Немаца.

## Познати
- Љубомир Клерић
- Марија Фјодоровна Зиболд
- Ђорђе Вајферт
- Павле Хорстиг
- Лујза Мишић
- Ђорђе Рош